# WTA фінал 2015, парний розряд
Змагання в парному розряді жіночого тенісного турніру Фінал WTA 2015 відбулися в рамках Туру WTA 2015.
Кара Блек і Саня Мірза були чинними чемпіонками. Цього разу Мірза кваліфікувалася в парі з Мартіною Хінгіс. Вони здобули титул, перемігши у фіналі пару Гарбінє Мугуруса і Карла Суарес Наварро з рахунком 6-0, 6-3.

## Учасниці
| 1. Мартіна Хінгіс / Саня Мірза (чемпіонки) 2. Бетані Маттек-Сендс / Луціє Шафарова (круговий турнір) 3. Чжань Хаоцін / Чжань Юнжань (півфінал) 4. Тімеа Бабош / Крістіна Младенович (круговий турнір) | 1. Каролін Гарсія / Катарина Среботнік (круговий турнір) 2. Ракель Копс-Джонс / Абігейл Спірс (круговий турнір) 3. Андреа Главачкова / Луціє Градецька (півфінал) 4. Гарбінє Мугуруса / Карла Суарес Наварро (фінал) |

## Основна сітка

### Легенда
| - Q = Кваліфаєр - WC = Вайлд-кард - LL = Щасливий лузер | - Alt = Заміна - SE = Виняток - PR = Захищений рейтинг | - w/o = Без гри - r = Зняття - d = Присуджено перемогу |

### Фінальна частина
|  | Півфінали | Півфінали                         | Півфінали                             | Півфінали | Півфінали |                                       |                           | Фінал | Фінал | Фінал | Фінал | Фінал |
|  |           |                                   |                                       |           |           |                                       |                           |       |       |       |       |       |
|  | 1         | Мартіна Хінгіс Саня Мірза         | 6                                     | 6         |           |                                       |                           |       |       |       |       |       |
|  | 3         | Чжань Хаоцін Чжань Юнжань         | 4                                     | 2         |           |                                       |                           |       |       |       |       |       |
|  | 3         | Чжань Хаоцін Чжань Юнжань         | 4                                     | 2         |           | 1                                     | Мартіна Хінгіс Саня Мірза | 6     | 6     |       |       |       |
|  |           |                                   |                                       |           |           | 1                                     | Мартіна Хінгіс Саня Мірза | 6     | 6     |       |       |       |
|  |           | 8                                 | Гарбінє Мугуруса Карла Суарес Наварро | 0         | 3         |                                       |                           |       |       |       |       |       |
|  | 8         | 8                                 | Гарбінє Мугуруса Карла Суарес Наварро | 0         | 3         | Гарбінє Мугуруса Карла Суарес Наварро | 7                         | 6     |       |       |       |       |
|  | 8         |                                   |                                       |           |           | Гарбінє Мугуруса Карла Суарес Наварро | 7                         | 6     |       |       |       |       |
|  | 7         | Андреа Главачкова Луціє Градецька | 6                                     | 0         |           |                                       |                           |       |       |       |       |       |

### Рожева група
|   |                                   | Хінгіс Mirza | Т Бабош Младенович | Копс-Джонс Спірс | Главачкова Градецька | Матчів В-П | Сетів В-П   | Геймів В-П    | Положення |
| 1 | Мартіна Хінгіс Саня Мірза         |              | 6–4, 7–5           | 6–4, 6–2         | 6–3, 6–4             | 3–0        | 6–0 (100%)  | 37–22 (62.7%) | 1         |
| 4 | Тімеа Бабош Крістіна Младенович   | 4–6, 5–7     |                    | 7–65, 6–2        | 2–6, 1–6             | 1–2        | 2–4 (33.3%) | 25–33 (43.1%) | 3         |
| 6 | Ракель Копс-Джонс Абігейл Спірс   | 4–6, 2–6     | 56–7, 2–6          |                  | 6–3, 3–6, [11–9]     | 1–2        | 2–5 (28.6%) | 24–34 (41.4%) | 4         |
| 7 | Андреа Главачкова Луціє Градецька | 3–6, 4–6     | 6–2, 6–1           | 3–6, 6–3, [9–11] |                      | 1–2        | 3–4 (42.9%) | 28–25 (52.8%) | 2         |

За рівної кількості очок положення визначається: 1) Кількістю перемог; 2) Кількістю матчів; 3) Якщо дві пари після цього ділять місце, то особистими зустрічами; 4) Якщо три пари після цього ділять місце, то кількістю виграних сетів, кількістю виграних геймів; 5) Рішенням організаційного комітету.

### Біла група
|   |                                       | Маттек-Сендс Шафарова | Чжань     | К Гарсія Среботнік | Г Мугуруса К Суарес Наварро | Матчів В-П | Сетів В-П   | Геймів В-П    | Положення |
| 2 | Бетані Маттек-Сендс Луціє Шафарова    |                       | 2–6, 2–6  | 2–6, 0–3 rit.      | 6–3, 7–61                   | 1–2        | 2–4 (33.3%) | 19–30 (38.8%) | 4         |
| 3 | Чжань Хаоцін Чжань Юнжань             | 6–2, 6–2              |           | 6–4, 7–65          | 5–7, 4–6                    | 2–1        | 4–2 (66.7%) | 34–27 (55.7%) | 2         |
| 5 | Каролін Гарсія Катарина Среботнік     | 6–2, 3–0 rit.         | 4–6, 56–7 |                    | 5–7, 2–6                    | 1–2        | 2–4 (33.3%) | 26–28 (48.1%) | 3         |
| 8 | Гарбінє Мугуруса Карла Суарес Наварро | 13–6, 6–7             | 7–5, 6–4  | 7–5, 6–2           |                             | 2–1        | 4–2 (66.7%) | 35–29 (54.7%) | 1         |

За рівної кількості очок положення визначається: 1) Кількістю перемог; 2) Кількістю матчів; 3) Якщо дві пари після цього ділять місце, то особистими зустрічами; 4) Якщо три пари після цього ділять місце, то кількістю виграних сетів, кількістю виграних геймів; 5) Рішенням організаційного комітету.